# Cora Roberts
Cora Roberts (* 12. April 1935 als Ursula Heimrich in Mainz) ist ein deutsches, ehemaliges Fotomodell und eine frühere Schauspielerin.

## Leben und Wirken
Cora Roberts besuchte die Reinhardt-Schauspielschule in Berlin. Hauptberuflich arbeitete sie jedoch zunächst als Mannequin. Ab 1956 konzentrierte sie sich auf die Arbeit beim Film.
Cora Roberts wurde in den 1950er- und 1960er-Jahren vor allem als Nebendarstellerin im deutschen Film bekannt. Ihre erste größere Rolle hatte sie im Streifen Vier Mädels aus der Wachau unter der Regie von Franz Antel 1957. Sie spielte neben Paul Hubschmid und Dietmar Schönherr in Alle Tage ist kein Sonntag 1959 und im selben Jahre mit O. W. Fischer in Abschied von den Wolken.
In den 1960er-Jahren spielte sie vorwiegend in Fernsehserien, wie dem Forellenhof. Ihre letzte Rolle spielte sie 1983 in den Film Gib Gas – Ich will Spaß.
Cora Roberts war mit dem Filmproduktionsleiter Wilhelm Sperber (1908–1987) verheiratet.

## Filmografie
- 1956: Pulverschnee nach Übersee
- 1957: Vier Mädels aus der Wachau
- 1958: Madeleine Tel. 13 62 11
- 1958: Piefke, der Schrecken der Kompanie
- 1959: Freddy, die Gitarre und das Meer
- 1959: Alle Tage ist kein Sonntag
- 1959: Unser Wunderland bei Nacht
- 1959: Abschied von den Wolken
- 1964: Stahlnetz: Strandkorb 421
- 1965: Der Forellenhof
- 1966: Kommissar Freytag
- 1966: Lange Beine – lange Finger
- 1969: Stewardessen
- 1970: Ausreißer
- 1975: Mordkommission
- 1983: Gib Gas – Ich will Spaß